# كولبس أحمر بنانتي
كولبس أحمر بنانتي (الاسم العلمي: Piliocolobus pennantii) (بالإنجليزية: Pennant’s Red Colobus)‏ هو نوع من الحيوانات يتبع جنس الكولبس الأحمر من فصيلة سعادين العالم القديم.